# Olympische Jugend-Winterspiele 2012/Teilnehmer (Schweden)
| Gelbes Symbol für Goldmedaillen mit stilisierten Olympischen Ringen | Graues Symbol für Silbermedaillen mit stilisierten Olympischen Ringen | Braundes Symbol für Bronzemedaillen mit stilisierten Olympischen Ringen |
| ------------------------------------------------------------------- | --------------------------------------------------------------------- | ----------------------------------------------------------------------- |
| 2                                                                   | 2                                                                     | —                                                                       |

Schweden nahm an den Olympischen Jugend-Winterspielen 2012 in Innsbruck mit 35 Athleten in neun Sportarten teil.

## Sportarten

### Biathlon
| Athleten                                                   | Wettbewerb                         | Zeit (Schießfehler) | Rang |
| ---------------------------------------------------------- | ---------------------------------- | ------------------- | ---- |
| Jungen                                                     |                                    |                     |      |
| Niklas Forsberg                                            | 7,5 km Sprint                      | 22:19,4 min (5)     | 29   |
| Niklas Forsberg                                            | 10 km Verfolgung                   | 32:18,3 min (7)     | 19   |
| Mattias Jonsson                                            | 7,5 km Sprint                      | 22:23,2 min (3)     | 33   |
| Mattias Jonsson                                            | 10 km Verfolgung                   | 36:32,2 min (8)     | 41   |
| Mädchen                                                    |                                    |                     |      |
| Lotten Sjödén                                              | 6 km Sprint                        | 18:08,6 min (1)     | 4    |
| Lotten Sjödén                                              | 7,5 km Verfolgung                  | 28:05,6 min (3)     | 4    |
| Linn Persson                                               | 6 km Sprint                        | 19:19,3 min (1)     | 19   |
| Linn Persson                                               | 7,5 km Verfolgung                  | 32:00,7 min (3)     | 19   |
| Gemischt                                                   |                                    |                     |      |
| Linn Persson Lotten Sjödén Mattias Jonsson Niklas Forsberg | Mixed-Staffel                      | 1:16:02,9 h (3+12)  | 6    |
| Lotten Sjödén Jonna Sundling Niklas Forsberg Marcus Ruus   | Mixed-Staffel Skilanglauf/Biathlon | 1:06:07,9 h (0+9)   | 6    |

### Curling
| Athleten                                                     | Wettbewerb | Gruppenrunde | Gruppenrunde | Viertelfinale | Viertelfinale | Halbfinale | Halbfinale | Spiel um Bronze | Spiel um Bronze | Spiel um Bronze |
| Athleten                                                     | Wettbewerb | Siege        | Niederlagen  | Gegner        | Ergebnis      | Gegner     | Ergebnis   | Gegner          | Ergebnis        | Rang            |
| ------------------------------------------------------------ | ---------- | ------------ | ------------ | ------------- | ------------- | ---------- | ---------- | --------------- | --------------- | --------------- |
| Gemischt                                                     |            |              |              |               |               |            |            |                 |                 |                 |
| Rasmus Wranå, Amalia Rudström, Jordan Wåhlin, Johanna Heldin | Team       | 6            | 1            | Norwegen      | 8:0           | Schweiz    | 4:10       | Kanada          | 4:6             | 4               |

### Eishockey

#### Mädchen
| Schweden | Spielerinnen Emmy Alasalmi, Kristin Andersson, Matildah Andersson, Lina Bäcklin, Sara Besseling, Johanna Eidensten, Wilma Ekström, Maria Fuhrberg, Rebecca Höglund, Anna Johansson, Anna Kjellbin, Sabina Küller, Cajsa Lillbäck, Amanda Lindberg, Linn Peterson, Jessica Wahlström Hjorth, Malin Wong Trainer: Henrik Cedergren |

Gruppenphase
| Pl. |             | Sp | S | OTS | OTN | N | Tore  | Punkte |
| 1.  | Schweden    | 4  | 4 | 0   | 0   | 0 | 43:0  | 12     |
| 2.  | Österreich  | 4  | 3 | 0   | 0   | 1 | 22:06 | 9      |
| 3.  | Deutschland | 4  | 2 | 0   | 0   | 2 | 12:16 | 6      |
| 4.  | Kasachstan  | 4  | 1 | 0   | 0   | 3 | 03:28 | 3      |
| 5.  | Slowakei    | 4  | 0 | 0   | 0   | 4 | 01:31 | 0      |

 Halbfinale 
| 20. Januar 2012 12:00 Uhr | Schweden | 11:0 (2:0, 4:0, 5:0) | Kasachstan | Tiroler Wasserkraft Arena, Innsbruck |

 Finale 
| 22. Januar 2012 10:00 Uhr | Schweden | 3:0 (1:0, 1:0, 1:0) | Österreich | Tiroler Wasserkraft Arena, Innsbruck |

### Eiskunstlauf
| Athleten                | Wettbewerb | Kurzprogramm | Kurzprogramm | Free Skating/Dance | Free Skating/Dance | Gesamt | Gesamt |
| Athleten                | Wettbewerb | Punkte       | Rang         | Punkte             | Rang               | Punkte | Rang   |
| ----------------------- | ---------- | ------------ | ------------ | ------------------ | ------------------ | ------ | ------ |
| Jungen                  |            |              |              |                    |                    |        |        |
| John-Olof Hallman       | Einzel     | 40,50        | 11           | 79,62              | 13                 | 120,12 | 13     |
| Mädchen                 |            |              |              |                    |                    |        |        |
| Myrtel Saldéen Olofsson | Einzel     | 33,57        | 14           | 58,97              | 14                 | 92,54  | 14     |

### Eisschnelllauf
| Athleten          | Wettbewerb  | Durchgang 1 | Durchgang 2 | Gesamt      | Gesamt |
| Athleten          | Wettbewerb  | Zeit        | Zeit        | Zeit        | Rang   |
| ----------------- | ----------- | ----------- | ----------- | ----------- | ------ |
| Jungen            |             |             |             |             |        |
| Nils van der Poel | 1500 m      |             |             | 2:02,84 min | 7      |
| Nils van der Poel | 3000 m      |             |             | 4:15,53 min | 5      |
| Nils van der Poel | Massenstart |             |             | 7:14,66 min | 9      |

### Freestyle-Skiing

#### Skicross
| Athleten       | Wettbewerb | Qualifikation | Qualifikation | Vorlauf  | Vorlauf  | Halbfinale | Finale   |
| Athleten       | Wettbewerb | Zeit          | Rang          | Punkte   | Rang     | Position   | Position |
| -------------- | ---------- | ------------- | ------------- | -------- | -------- | ---------- | -------- |
| Jungen         |            |               |               |          |          |            |          |
| Axel Frost     | Skicross   | 58,59 s       | 9             | Abgesagt | Abgesagt | Abgesagt   | Abgesagt |
| Mädchen        |            |               |               |          |          |            |          |
| Malou Peterson | Skicross   | 1:10,15 min   | 12            | Abgesagt | Abgesagt | Abgesagt   | Abgesagt |

### Ski Alpin
| Athleten             | Wettbewerb   | Durchgang 1 | Durchgang 2        | Gesamt             | Gesamt             |
| Athleten             | Wettbewerb   | Zeit        | Zeit               | Zeit               | Rang               |
| -------------------- | ------------ | ----------- | ------------------ | ------------------ | ------------------ |
| Jungen               |              |             |                    |                    |                    |
| Fredrik Bauer        | Super-G      |             |                    | 1:04,57 min        | Silber             |
| Fredrik Bauer        | Riesenslalom | DNF         | nicht qualifiziert | nicht qualifiziert | nicht qualifiziert |
| Fredrik Bauer        | Slalom       | 42,85 s     | 40,09 s            | 1:22,94 min        | 11                 |
| Fredrik Bauer        | Kombination  | 1:04,08 min | 38,58 s            | 1:42,66 min        | 6                  |
| Mädchen              |              |             |                    |                    |                    |
| Magdalena Fjällström | Super-G      |             |                    | 1:06,23 min        | 6                  |
| Magdalena Fjällström | Riesenslalom | 57,14 s     | 59,45 s            | 1:56,59 min        | 5                  |
| Magdalena Fjällström | Slalom       | DNF         | nicht qualifiziert | nicht qualifiziert | nicht qualifiziert |
| Magdalena Fjällström | Kombination  | 1:05,23 min | 35,59 s            | 1:40,82 min        | Gold               |

### Skilanglauf
| Athleten       | Wettbewerb      | Qualifikation | Qualifikation | Viertelfinale | Viertelfinale | Halbfinale | Halbfinale | Finale      | Finale |
| Athleten       | Wettbewerb      | Zeit          | Rang          | Zeit          | Rang          | Zeit       | Rang       | Zeit        | Rang   |
| -------------- | --------------- | ------------- | ------------- | ------------- | ------------- | ---------- | ---------- | ----------- | ------ |
| Jungen         |                 |               |               |               |               |            |            |             |        |
| Marcus Ruus    | 10 km klassisch |               |               |               |               |            |            | 31:02,7 min | 10     |
| Marcus Ruus    | Sprint          | 1:46,9 min    | 13            | 1:45,4 min    | 1             | 1:45,7 min | 2          | 1:46,1 min  | 4      |
| Mädchen        |                 |               |               |               |               |            |            |             |        |
| Jonna Sundling | 5 km klassisch  |               |               |               |               |            |            | 15:45,9 min | 9      |
| Jonna Sundling | Sprint          | 1:55,57 min   | 2             | 1:58,0 min    | 1             | 1:58,4 min | 1          | 1:57,5 min  | Silber |

### Snowboard

#### Halfpipe
| Athleten                 | Wettbewerb | Qualifikation | Qualifikation | Qualifikation | Halbfinale         | Halbfinale         | Halbfinale         | Finale             | Finale             | Finale             |
| Athleten                 | Wettbewerb | Durchgang 1   | Durchgang 2   | Rang          | Durchgang 1        | Durchgang 2        | Rang               | Durchgang 1        | Durchgang 2        | Rang               |
| ------------------------ | ---------- | ------------- | ------------- | ------------- | ------------------ | ------------------ | ------------------ | ------------------ | ------------------ | ------------------ |
| Jungen                   |            |               |               |               |                    |                    |                    |                    |                    |                    |
| Ludvig Ahlstedt Billtoft | Halfpipe   | 35,50 Punkte  | 38,00 Punkte  | 11            | nicht qualifiziert | nicht qualifiziert | nicht qualifiziert | nicht qualifiziert | nicht qualifiziert | nicht qualifiziert |

#### Slopestyle
| Athleten                 | Wettbewerb | Qualifikation | Qualifikation | Qualifikation | Finale       | Finale       | Finale |
| Athleten                 | Wettbewerb | Durchgang 1   | Durchgang 2   | Rang          | Durchgang 1  | Durchgang 2  | Rang   |
| ------------------------ | ---------- | ------------- | ------------- | ------------- | ------------ | ------------ | ------ |
| Jungen                   |            |               |               |               |              |              |        |
| Ludvig Ahlstedt Billtoft | Slopestyle | 73,75 Punkte  | 43,50 Punkte  | 5             | 44,75 Punkte | 55,50 Punkte | 12     |